# Sakhir, Bahrain

Bahrain International Circuit i Sakhir.

Sakhir (arabiska: الصخير) är ett ökenområde nära Zallaq i Bahrain. Området är känt för racerbanan Bahrain International Circuit, där bland annat Bahrains Grand Prix i Formel 1 körs.